# مرت مولدور
مرت مولدور (انگلیسی: Mert Müldür؛ زادهٔ ۳ آوریل ۱۹۹۹) بازیکن فوتبال اهل ترکیه است.
از باشگاه‌هایی که در آن بازی کرده‌است می‌توان به باشگاه فوتبال راپید وین و باشگاه فوتبال ساسوئولو اشاره کرد.
وی همچنین در تیم‌های ملی فوتبال زیر ۲۱ سال ترکیه، و ترکیه بازی کرده‌است.